# Winthemia occidentis
Winthemia occidentis là một loài ruồi trong họ Tachinidae.